# Photograph (chanson de Ringo Starr)
Pour les articles homonymes, voir Photograph.
Singles de Ringo Starr
Back Off Boogaloo
(1972) You're Sixteen
(1973)
Pistes de Ringo
Have You Seen My Baby Sunshine Life for Me (Sail Away Raymond)
Photograph est une chanson de Ringo Starr écrite en collaboration avec George Harrison et publiée sur l'album Ringo en 1973. Elle a également été publiée en single en avril de cette même année aux États-Unis et en octobre au Royaume-Uni, avec en face B la chanson Down and Out. Le single a connu un grand succès en atteignant la 8e place des charts britanniques et en devenant le premier numéro 1 de Ringo Starr aux États-Unis. Elle est ainsi devenue une de ses chansons phare.
Elle apparaît sur de nombreuses compilations et albums live du All-Starr Band. Ringo Starr l'a également interprétée lors du Concert for George en hommage à son ami.

## Personnel
- Ringo Starr – chant, batterie
- George Harrison – guitare acoustique 12 cordes, chœurs
- Vini Poncia – guitare acoustique, chœurs
- Jimmy Calvert – guitare acoustique
- Klaus Voormann – basse
- Bobby Keys – saxophone ténor
- Nicky Hopkins – piano
- Jim Keltner – batterie
- Lon Van Eaton – percussions
- Derrek Van Eaton – percussions
- Jack Nitzsche – arrangements de l'orchestre et des chœurs